# Einheitswertaktenzeichen
Das Einheitswert-Aktenzeichen (AZ/EW-Nr. oder EW-Az., österr. EWAZ) ist ein in Deutschland und Österreich vom Finanzamt vergebenes Aktenzeichen, unter dem ein Grundstück oder ein vergleichbares Besteuerungsobjekt (z. B. eine Eigentumswohnung) für steuerliche Zwecke geführt wird. Jeder Einheitswert erhält ein gesondertes Einheitswert-Aktenzeichen. Es erfüllt die Funktion einer Steuernummer.

## Deutschland
Das Einheitswert-Aktenzeichen findet sich in Einheitswertbescheiden oder in Abgabe- bzw. Grundsteuerbescheiden der steuerberechtigten Kommune.
| Ziffern | Länge | Bedeutung                       | Beispiele        |
| ------- | ----- | ------------------------------- | ---------------- |
| 1–3     | 3     | Finanzamt                       | FA Dieburg=008   |
| 4–6     | 3     | Stadt/Gemeinde/Kommune          | Groß-Zimmern=025 |
| 7–10    | 4     | Straße                          |                  |
| 11–13   | 3     | Hausnummer mit führenden Nullen | 12=012           |
| 14–16   | 3     | Unternummer                     |                  |
| 17      | 1     | Prüfziffer                      |                  |

Seit 2025 werden in Deutschland keine Einheitswerte mehr ermittelt. Zumindest einige Bundesländer verwenden das bisherige Einheitswert-Aktenzeichen aber für Grundsteuerzwecke weiter, wenn auch unter anderer Bezeichnung (z. B. nur „Aktenzeichen“).